# Katedra Świętych Męczenników w Giumri
Katedra Świętych Męczenników w Giumri – ormiańskokatolicka katedra z 1995 roku w Giumri w Armenii, siedziba Ordynariatu Europy Wschodniej.

## Historia
Pomysł zbudowania świątyni kościoła katolickiego obrządku ormiańskiego wyszedł od Nersesa Tera Nersesiana, pierwszego biskupa (13 lipca 1991–2 kwietnia 2005) Ordynariatu Europy Wschodniej utworzonego w Giumri dla Ormian katolików Europy Wschodniej. Po śmierci Nersesiana plan budowy świątyni rozwijał jego następca, Nszan Karakehian, arcybiskup w latach 2005–2010. Budowę rozpoczęto w roku 2010 ze wsparciem rządu Armenii oraz siostrzanego Ormiańskiego Kościoła Apostolskiego. 23 kwietnia 2015 roku Ormiański Kościół Apostolski kanonizował około 1,5 miliona Ormian, którzy zginęli z rąk Turków w 1915 roku. Uroczystościom, które odbywały się w Eczmiadzynie, przewodniczył Katolikos Wszystkich Ormian, Karekin II, a udział w nich wziął prezydent Serż Sarkisjan. Uważa się, że była to największa uroczystość kanonizacyjna w historii. 24 września 2015 roku katolikos Grzegorz Piotr XX Ghabrojan oraz towarzyszący mu biskupi Rafael Minassian, Leonardo Sandri i Marek Solczyński konsekrowali świątynię, dedykując ją Ormianom zamordowanym przez Turków w roku 1915. W ceremonii uczestniczył także prezydent Serż Sarkisjan i biskupi Ormiańskiego Kościoła Apostolskiego.

## Architektura
Plan kościoła nawiązuje do katedry w Zwartnocu, a jego rozwiązania architektoniczne – do szkół architektonicznych Sziraku i Ani. Projekt wykonał architekt Hakob Dżivanian. Obok kościoła wznosi się dzwonnica.
Kościół jest budowlą murowaną, jednonawową. Wzniesiony na planie ośmioboku, w tradycyjnym stylu ormiańskim nakryty jest charakterystyczną ormiańską kopułą.

## Wnętrze
Ołtarz kamienny z obrazem Matki Bożej z Dzieciątkiem, wyposażony w tradycyjną zasłonę.

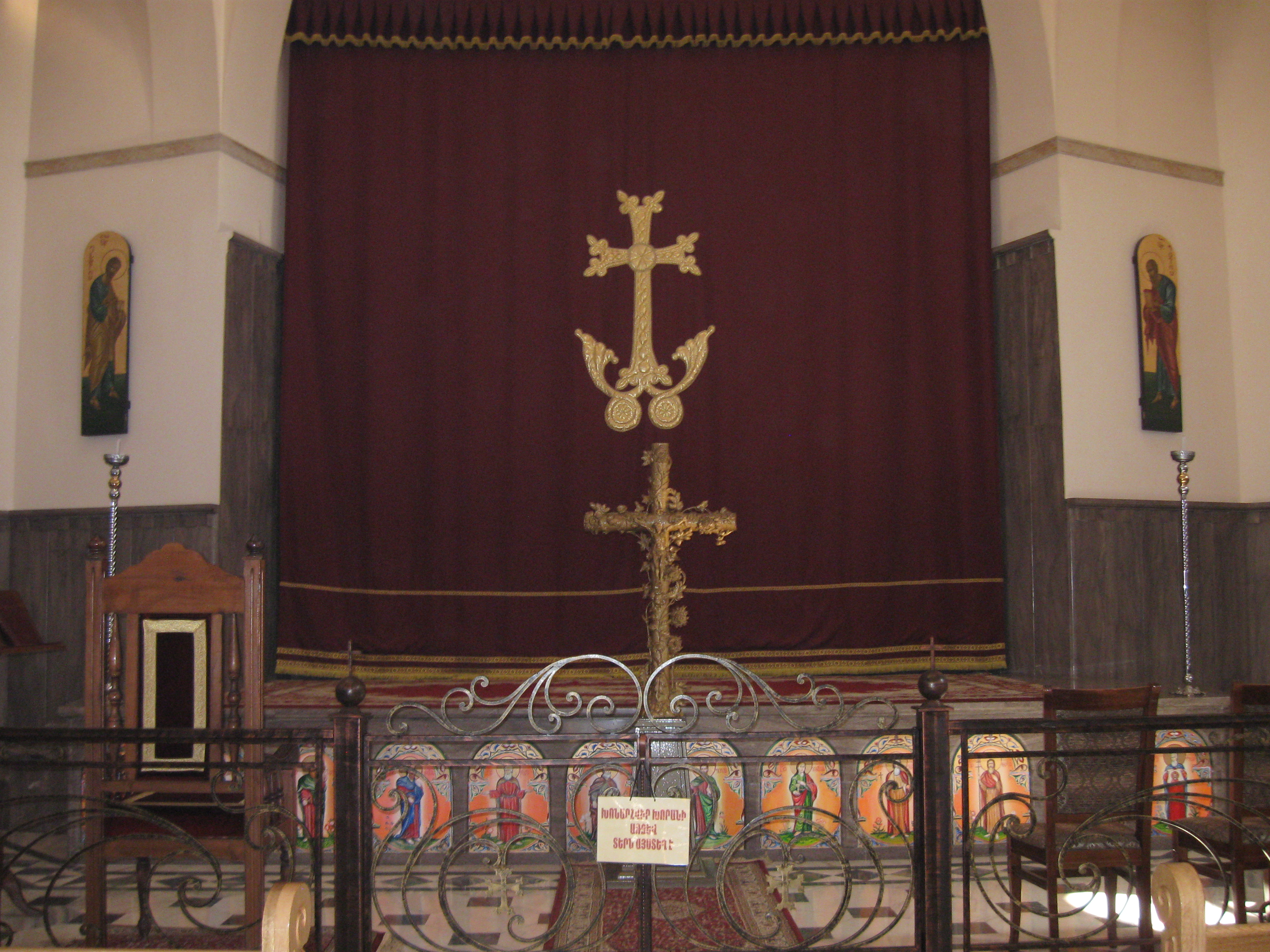
Zasłonięte prezbiterium